# Waremme

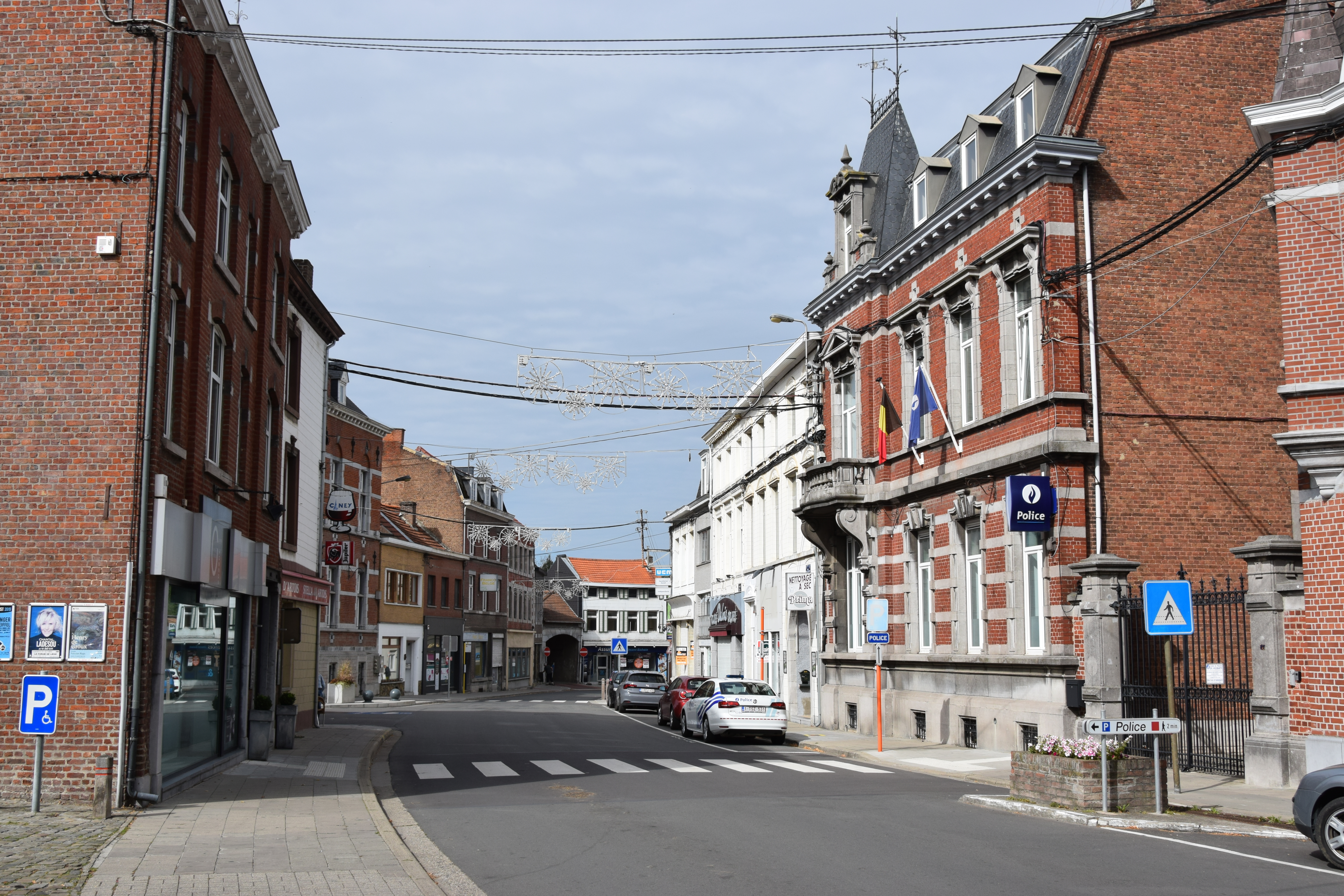
Rue Porte de Liège in Waremme

Waremme [waʁɛm] (wallonisch Wareme, niederländisch Borgworm) ist eine frankophone belgische Kleinstadt in der Region Wallonien. Sie befindet sich in der Provinz Lüttich und ist der Hauptort des gleichnamigen belgischen Arrondissements.
Waremme hat 15.489 Einwohner (Stand 1. Januar 2024) und eine Fläche von 31,04 km².

## Geografie
Die Stadt liegt am Geer, 23 Kilometer westnordwestlich von Lüttich, 36 Kilometer nordöstlich von Namur und 64 Kilometer südöstlich von der belgischen Hauptstadt Brüssel entfernt.

## Verkehr
Waremme hat eine eigene Anschlussstelle an der Autobahn A3/E40, die nördlich der Stadt durch ihr Gebiet verläuft. Eine weitere Anschlussstelle befindet sich 11 km südlich bei Villers-le-Bouillet an der A15/E42. Die Stadt hat einen Regionalbahnhof an der Bahnstrecke Brüssel–Lüttich; in Lüttich halten auch überregionale Schnellzüge wie u. a. die Thalys der Verbindung Paris/Ostende-Lüttich-Aachen-Köln.
Der nächste Regionalflughafen Flughafen Lüttich liegt bei Bierset nahe der Stadt Lüttich, bei Brüssel befindet sich der internationale Flughafen Brüssel-Zaventem.

## Städtepartnerschaften
- Skopje, Mazedonien, seit 1975
- Gérardmer, Frankreich, seit 1978
- Gallinaro, Italien, seit 1999

## Persönlichkeiten
- Louis Legros (* 1936), Radrennfahrer
- Pascal Renier (* 1971), Fußballspieler
- Marc Streel (* 1971), Radrennfahrer

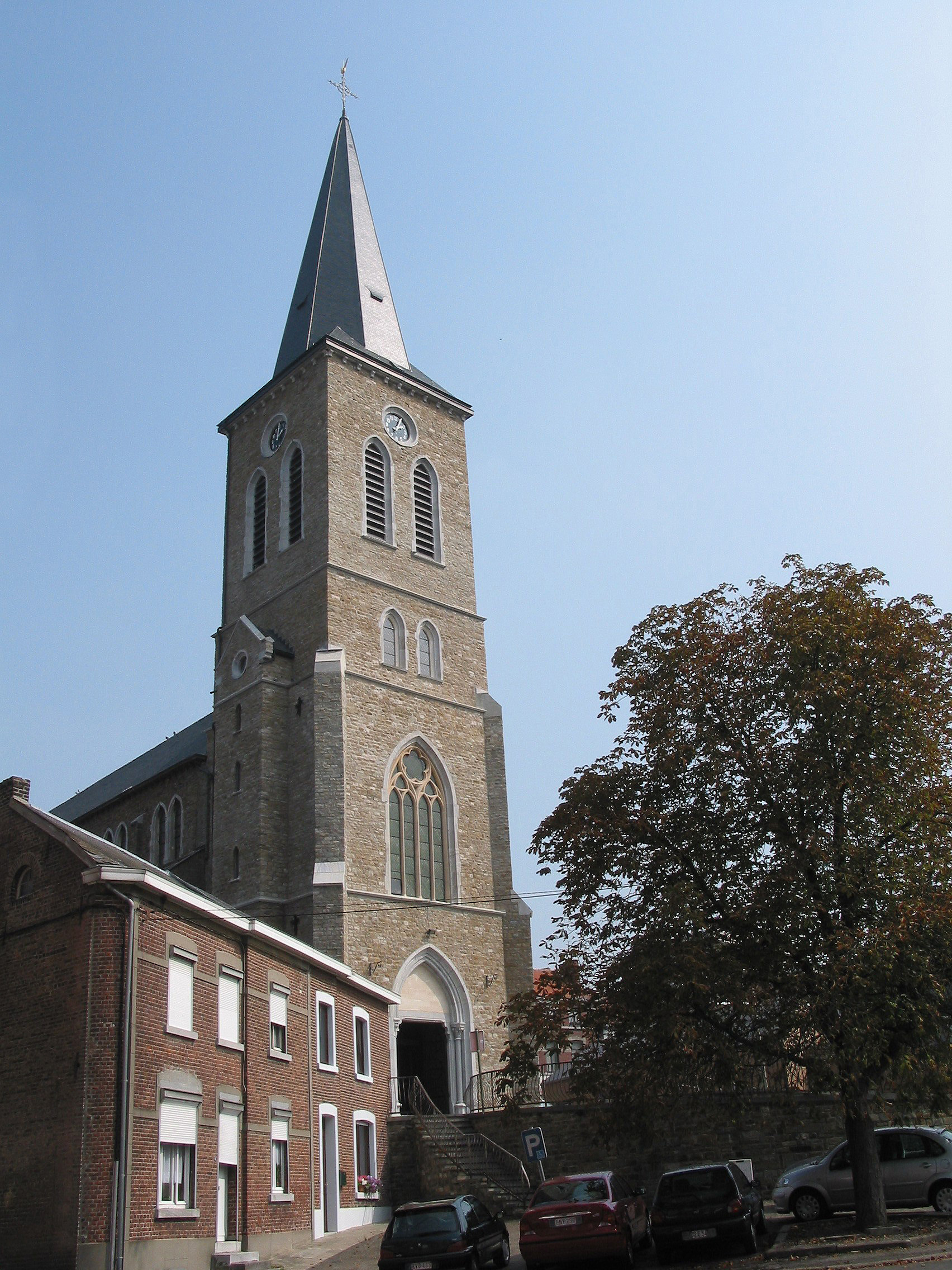
Kirche Saint-Pierre (1879/1881)
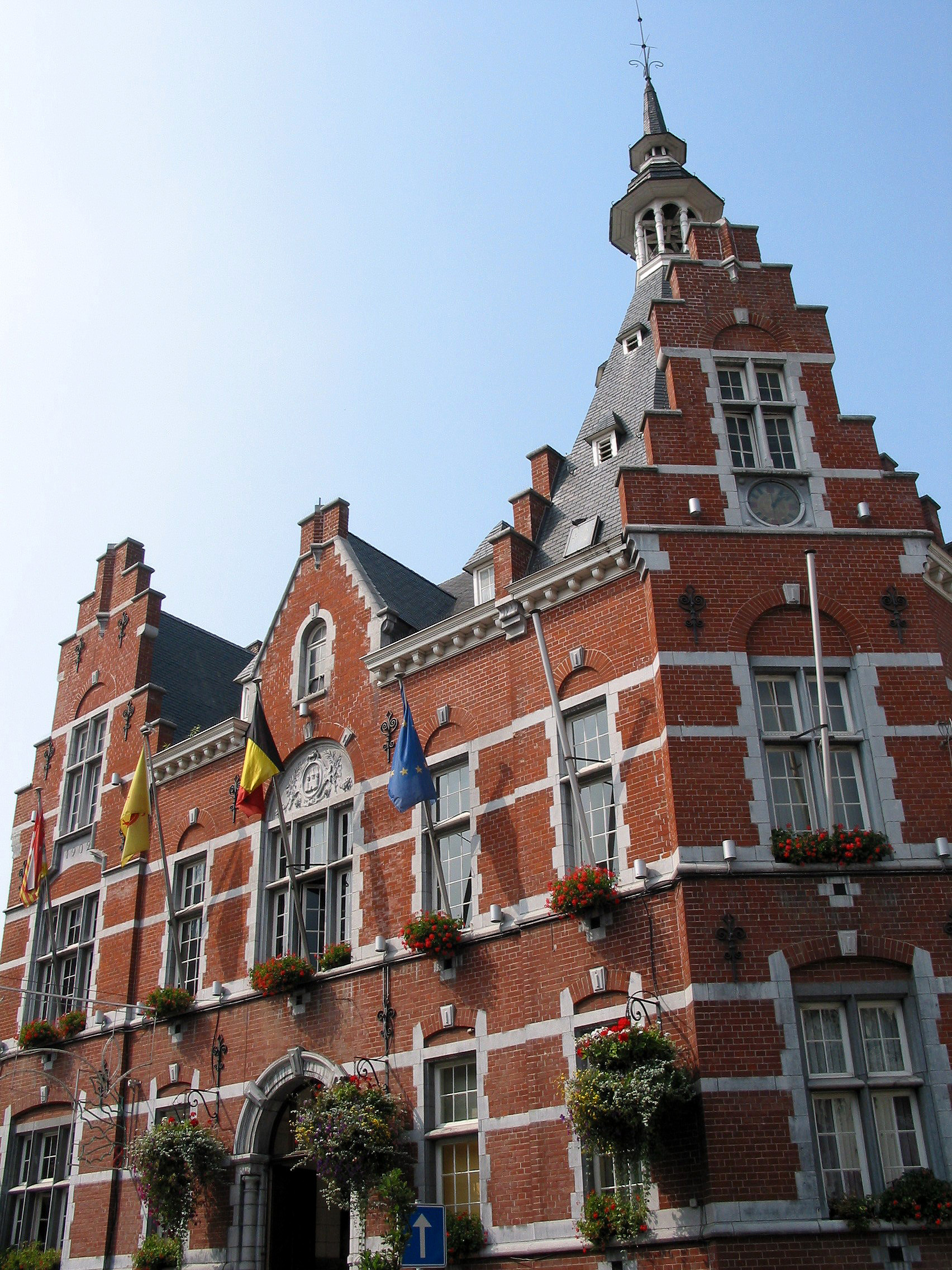
Hôtel de ville (Rathaus)
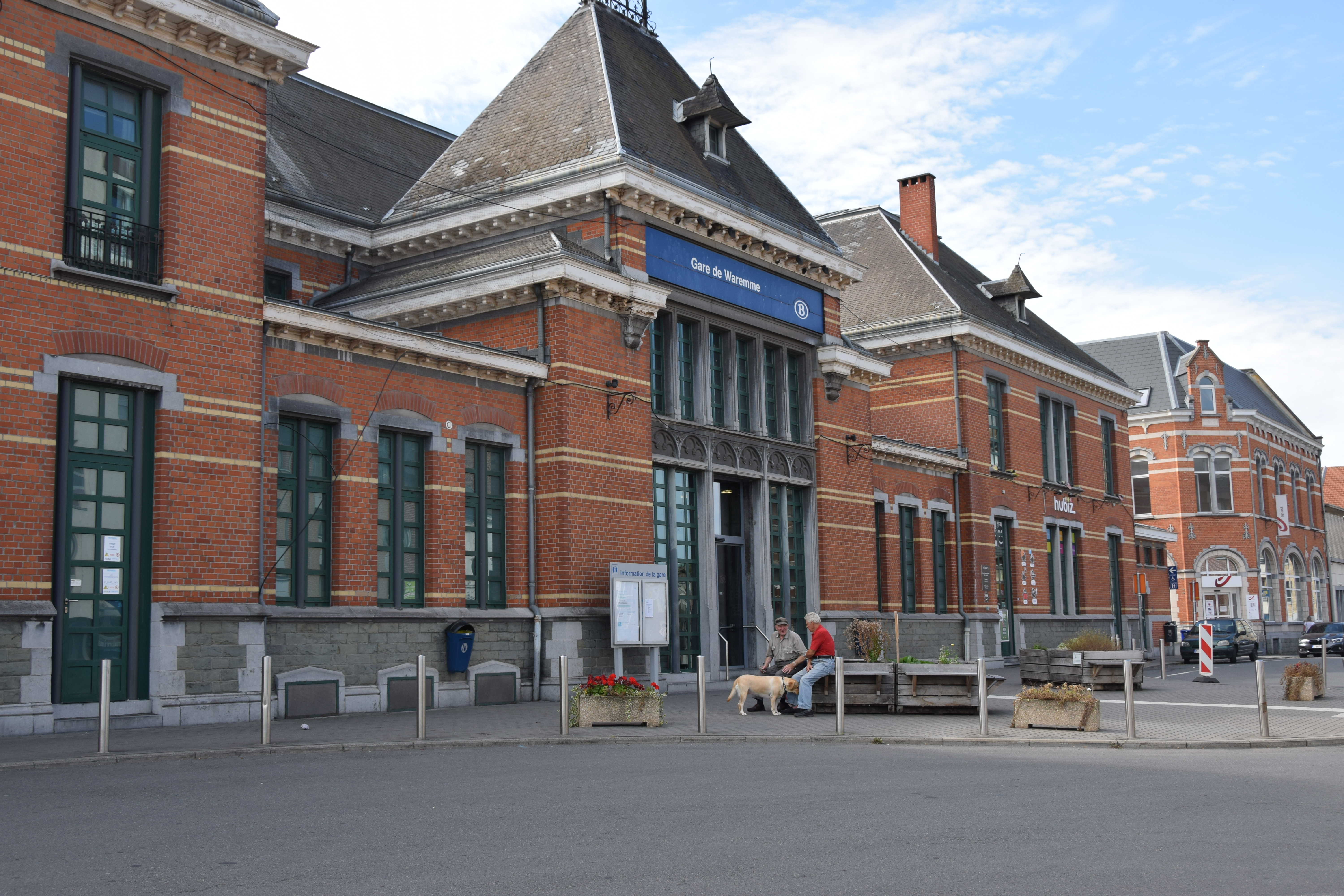
Empfangsgebäude des Bahnhofs
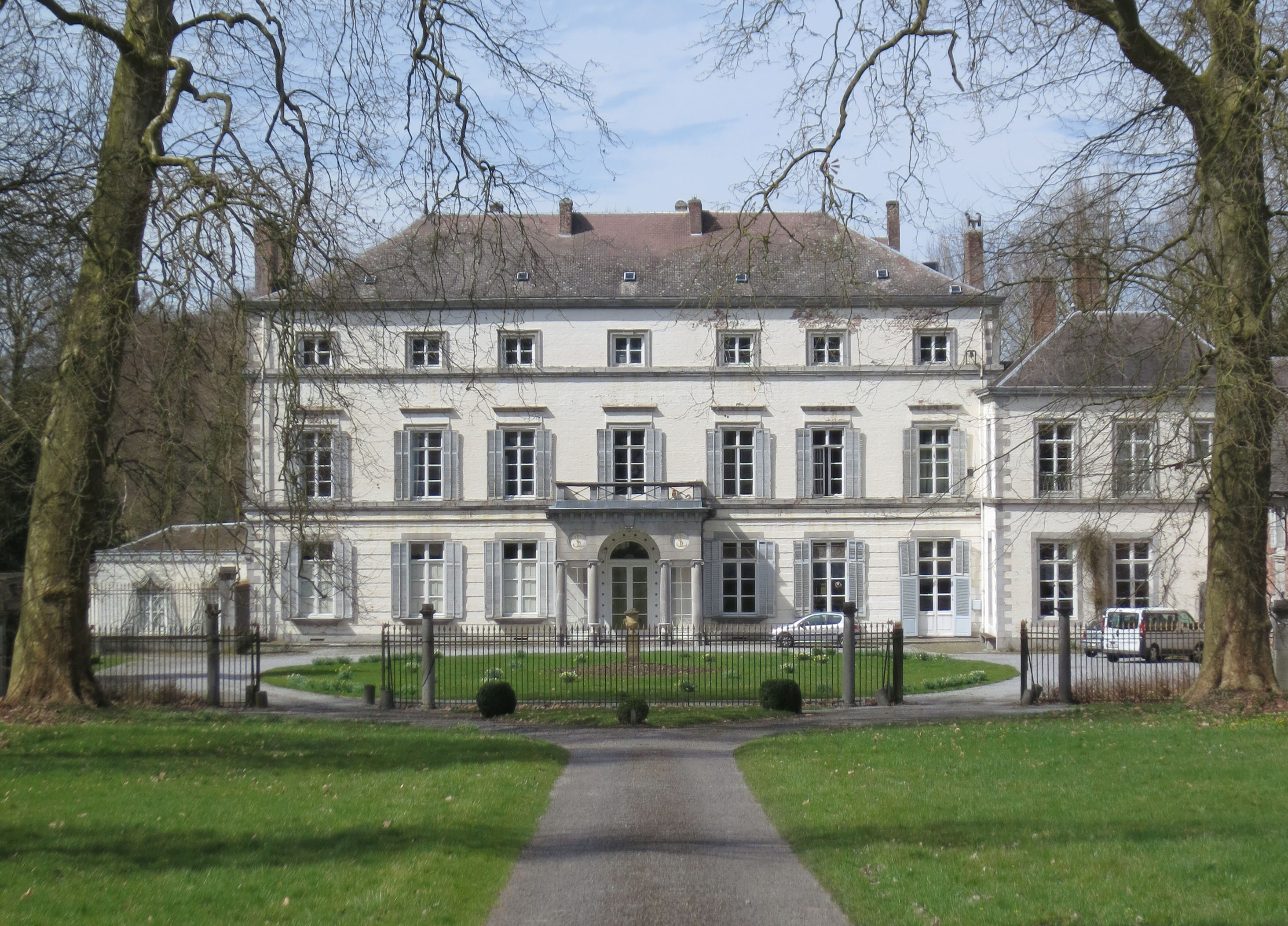
Schloss Longchamps (1810)